# Мешади Иси
Мешади Иси (азерб. Məşədi İsi; около 1840-е — 1905, Агдам, Елизаветпольская губерния) — азербайджанский ханенде XIX века.

## Биография
Мешади Иси получил музыкальное образование в Шуше, в школе Харрат Гулу, был активным членом «Меджлиса ханенде» ханенде Гаджи Гуси.
Мешади Иси был знатоком классических восточных, особенно азербайджанских мугамов, и передал свои знания и художественные навыки молодым певцам «Меджлиса ханенде». Хорошо знавший мугамную исполнительскую технику Мешади Иси мастерски исполнял мугамы «Раст», «Шур», «Хумаюн», «Махур», а также прославился как автор многих теснифов. Наряду с газелями и стихами азербайджанских поэтов он также читал произведения Хафиза и Саади Ширази. По словам музыковеда Джалила Багдадбекова, Мешади Иси был первым, кто начал исполнять на собраниях стихи азербайджанских поэтов.
Мешади Иси выступал не только в Карабахе, но и во многих городах Азербайджана — Гяндже, Агдаше, Шамахе и Баку. Он был несколько раз приглашен в Тегеран иранским правителем Насер ад-Дин Шахом, выиграл конкурс с иранскими певцами в шахском дворце и был награжден орденом «Шири-Хуршид».
В 1890-х годах Мешади Иси вместе с таристом Садыхджаном участвовал в народных гуляниях в Ашхабаде, Самарканде, Ташкенте и других городах Средней Азии. Помимо того, что он исполнитель и знаток мугама, он также известен как мастер теснифа. Многие из его теснифов, особенно теснифы «Раст» и «Махур», приобрели популярность. Он стал автором теснифов к многим мухаммасам и стихам Моллы Панаха Вагифа и Касум-бека Закира.
Мешади Иси умер в 1905 году в городе Агдам.